# 蓬滕山
47°29′8″N 10°27′4″E / 47.48556°N 10.45111°E

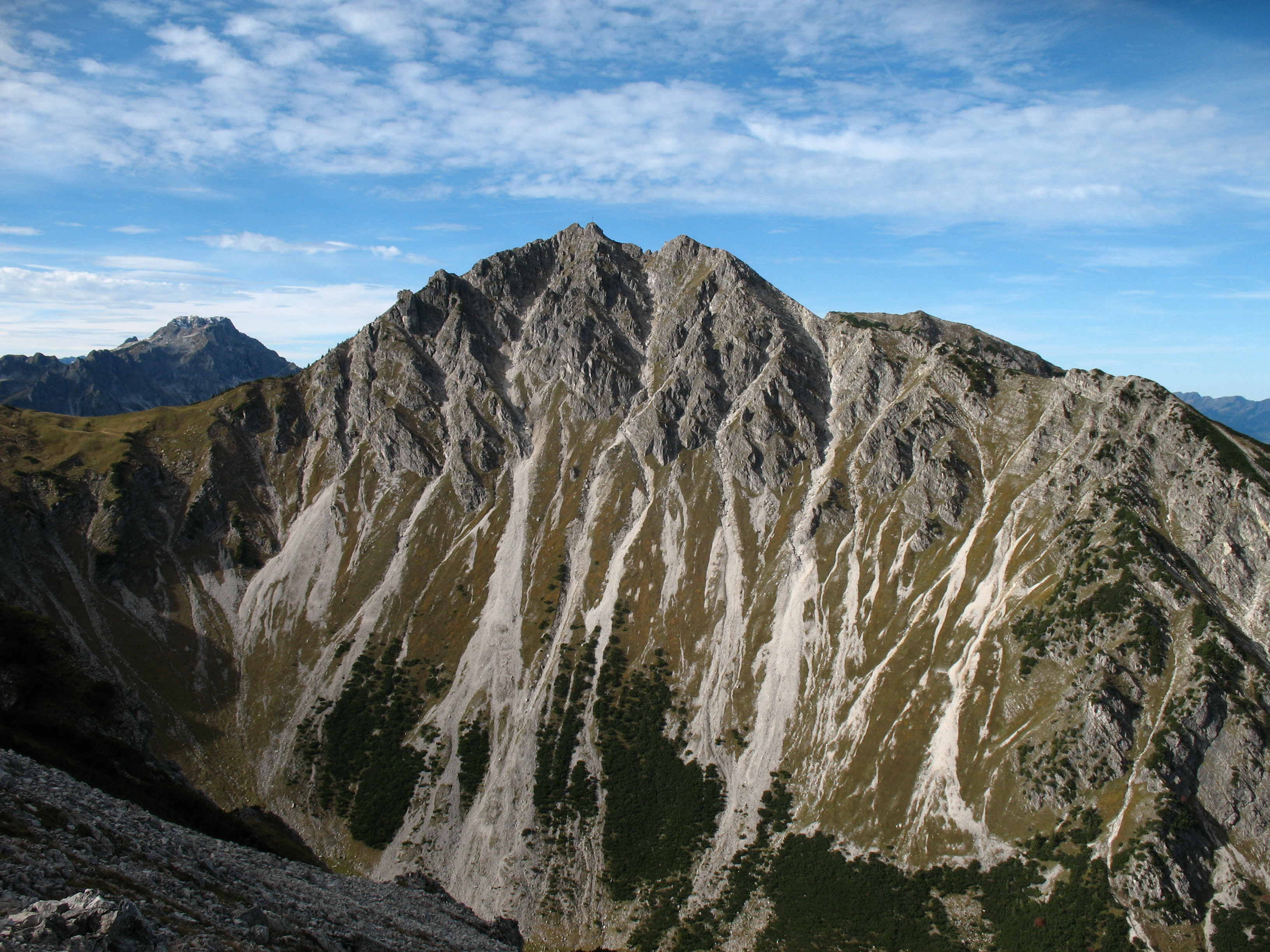

蓬滕山（德語：Ponten），是中歐的山峰，位於奧地利和德國接壤的邊境，屬於阿爾高阿爾卑斯山脈的一部分，距離蓋斯山1.9公里，海拔高度2,045米，每年平均降雨量1,730毫米。